# 에린 앤드루스
에린 앤드루스(Erin Andrews, 1978년 5월 4일 ~ )는 미국의 스포츠 진행자, 텔레비전 방송인이다.